# Олівер Драгоєвич
Олівер Драгоєвич (хорв. Oliver Dragojević; 7 грудня 1947, Спліт — 29 липня 2018,  Спліт) — хорватський музикант.

## Біографія
Олівер Драгоєвич народився в Спліті 7 грудня 1947 року в родині Драгоєвича Марка (1908—1991). Дитинство пройшло у Вела-Луці. Олівер відвідував музичну школу, вивчав фортепіано, кларнет та гітару. У п'ять років отримав подарунок від батька гармоніку, якою розважав дітей зі своєї вулиці та пасажирів маршруту Спліт-Вела Лука. Свій перший виступ на естраді здійснив на Сплітському дитячому фестивалі в 1961 році з популярною піснею Baloni.
У 1973 році під час свого концерту в Дубровнику зустрів свою майбутню дружину Весну, з якою через рік одружився. Олівер і Весна мали трьох синів: Діно, 1975 року народження та близнюки Дамір та Давор, 1978 року народження. Олівер також мав п'ятеро онуків; Дуя, Люція, Тонія, Маргіта та Вінька. 7 серпня 2017 року на похороні свого друга Ремі Казіноті Драгоєвич захворів і на кареті швидкої допомоги був доставлений до лікарні, де через кілька днів у нього діагностували рак легенів. Через погане самопочуття в березні 2018 року він не з'явився на церемонію вручення премії «Порин» на арені «Спаладіум». Драгоєвич помер 29 липня 2018 року у віці 71 року, після року боротьби з раком легенів. Багато його колег-музикантів, спортсменів та інших гостей попрощалися з Драгоєвичем через соціальні мережі. Окрім ЗМІ регіону, про смерть музиканта повідомили численні світові ЗМІ.

## Концертна діяльність
Драгоєвич виступав по всьому світу, включаючи такі міста, як Париж, Токіо, Нью-Йорк, Москва, але ніколи не виступав у Сербії після Вітчизняної війни. Кілька разів, попри тиск ЗМІ, він відкидав можливість проведення концерту в Белграді, дотримуючись своєї позиції.

### Хвороба і смерть
31 липня 2018 року десятки тисяч людей на набережній Спліта проводжали домовину Драгоєвича до катамарана для його рідного міста Вела-Лука, а того ж дня вранці перед повним хорватським національним театром у Спліті відбулося урочисте вшанування.
1 серпня Драгоєвич був похований на місцевому кладовищі Вела Лука св. Рока.

## Музична кар'єра

### Початки
Вже в 1963 році він з великим успіхом пробував як співак і клавішник культової спліт-групи «Batali». Він виграв перше місце у хорватському конкурсі аматорських співів, заспівавши "Yesterday" (Дж. Леннон — П. Маккартні). Дебютував на фестивалі у Сплітському фестивалі в 1967 році з «Пікафераєм», піснею, яка не потрапила у фінальний вечір фестивалю, але яка стане одним з найбільших хітів Олівера. Після короткого епізоду з «Дубровницькими трубадурами», який тривав менш ніж рік та участі в перших новаторських сесіях спліт-суперзіркової групи "More" влітку 1974 року, він знову приєднався до «Batals».

### Успіх
Він повернувся до Prokurative в 1974 році й виграв перший приз глядачів з піснею «Ča će mi Copacabana». Він відновив співпрацю зі Зденком Руничем та заспівав шансон «Galeb i ja» на Сплітському фестивалі в 1975 році.
А його альбом «Два, три слова» (2000) був проданий платиновим тиражем — понад 50 тисяч примірників. Гуманітарним концертом, який він провів влітку, 25 серпня 2001 року на Пульській арені, він ще раз довів, чому навіть після стількох років надзвичайно багатої та успішної музичної кар'єри він знаходиться на троні. Аудіозапис цього концерту вийшов наприкінці 2001 року під назвою Oliver in the Arena у вигляді подвійного компакт-диска та касети.

## Фестивалі
| Splitski festival: - 1967. Picaferaj - 1974. Na kraju puta - 1974. Ča će mi Copacabana (Zlatni grb grada Splita); (I. nagrada publike) - 1975. Galeb i ja - 1975. 2002 godine u Splitu - 1976. Skalinada (Nagrada za interpretaciju); (I. nagrada žirija) - 1976. Zelenu granu s tugom žuta voća - 1977. Malinkonija (II. nagrada publike) - 1977. Romanca - 1978. Oprosti mi, pape (I. nagrada publike) - 1978. Poeta (I. nagrada publike) - 1978. Cvit Mediterana (I .nagrada publike i I. nagrada žirija) - 1979. Vjeruj u ljubav - 1980. Piva klapa ispo' volta - 1980. Nadalina (duet: Boris Dvornik) (I. nagrada publike i I. nagrada žirija); (Apsolutni pobjednik Grand Prix) - 1981. Infiša san u te - 1981. Lipa moja ča si blida - 1981. Uvik žaj mi bi'će - 1981. Štorija - 1982. Karoca (I. nagrada žirija) - 1983. A vitar puše (Srebrni grb grada Splita: II. nagrada publike) - 1984. Luce mala (duet: Mariol) - 1984. Anđele moj (III. nagrada) - 1985. Svoju zvizdu slidin - 1986. Dišperadun - 1986. Mižerja - 1987. Stine (5. mjesto) - 1988. Što to bješe ljubav (I. Nagrada stručnog žirija) - 1988. Veslaj, veslaj (Večer Splitskih bisera, duet: Meri Cetinić) - 1989. Od sveg tebi srca fala (duet: blizanci Smoje) (III. nagrada stručnog žirija) - 1989. Galeb i ja (III. nagrada stručnog žirija i II. nagrada publike na Večeri Splitski biseri 1971.-1980.) - 1990. Neka se drugi raduju (I. Nagrada publike) - 1990. Ti si moj san (duet: Zorica Kondža; I. nagrada žirija, II. nagrada publike) - 1990. Nadalina (Večer Splitskih bisera) - 1992. Bez tebe (Zlatna medalja); 4. mjesto Melodije hrvatskog Jadrana: - 1993. Cesarica (Grand Prix) - 1994. Jubav moja - 1995. Nisan ja za te - 1995. Morski vuk (duet: Toni Cetinski) - 1996. Margarita - 1996. Pjesma anđela (duet: Cecilija) - 1997. Ispod sunca zlatnoga | Vaš šlager sezone: - 1977. Ako izgubim tebe - 1979. Danijela - 1982. Gospojice, lipo dite - 1983. Moje prvo pijanstvo (I. nagrada publike, I. nagrada stručnog žirija, nagrada za najbolji tekst i najbolju interpretaciju) - 1988. Jedan od mnogih (II. nagrada) Festival Zagreb: - 1976. Prva ljubav - 1977. Majko, da li znaš - 1978. Ključ života Opatijski festival: - 1975. Cesta sunca - 1976. Pjevaj s nama - 1978. Zbogom ostaj ljubavi (I. nagrada publike) - 1980. Zabranjeno voće - 1981. Zaboravi - 1982. Laku noć Luigi, laku noć Bepina - 1982. Ćer od stareg kalafata - 1982. Mama - 1984. Kamen ispod glave (I. nagrada žirija jugoslavenskih radio stanica «Zlatna kamelija») Karnevalfest: - 1977. Nedostaješ mi ti Beogradsko proleće: - 1978. Molitva za Magdalenu (II. nagrada publike) - 1979. Nocturno MESAM - Beograd: - 1984. Spavaj Katarina - 1985. Kad bi samo ljubit znala - 1988. Ako ikad ozdravim Zadarfest: - 1996. Gore si ti Jugovizija: - 1988. Dženi (2. mjesto) - 1990. Sreća je tamo gdje si ti (duet: Zorica Kondža, 3. mjesto) Dora: - 1994. Ar'ja (4. mjesto) - 1995. Boginja (2. mjesto) - 1997. Lucija (8. mjesto) |

## Найкращі рейтинги
Альбоми

| Рік       | Ім'я                                  | Видавництво        | Статус на верхніх діаграмах |
| --------- | ------------------------------------- | ------------------ | --------------------------- |
| 1975 рік  | «Любовна пісня»                       | Юготон             | № 22                        |
| 1977 рік. | «Малінконія»                          | Юготон             | # 12                        |
| 1978 рік  | «Поет»                                | Юготон             | No16                        |
| 1979 рік  | «Вірю в любов»                        | Юготон             | # 14                        |
| 1981 рік  | «Гелозія»                             | Юготон             | # 13                        |
| 1981 рік  | «Кохання, любов»                      | Юготон             | # 33                        |
| 1982 рік  | «Карока»                              | Юготон             | # 21                        |
| 1984 рік. | «Ось я серед своїх»                   | Юготон             | # 27                        |
| 1985 рік  | «Свидю звізду слидин»                 | Юготон             | No4                         |
| 1987 рік  | «Олівер»                              | Юготон             | № 1                         |
| 1987 рік  | «Піонерське колесо»                   | Юготон             | No45                        |
| 1988 рік  | «Грай сьогодні ввечері для моєї душі» | Юготон             | № 1                         |
| 1992 рік  | «Мені важко подорожувати»             | Croatia records    | № 1                         |
| 1994 рік. | «Деякі нові світанки»                 | Лобельський верлаг | # 18                        |
| 1995 рік. | «Час»                                 | Croatia records    | # 18                        |
| 1997 рік. | «Моя душа — це море»                  | Орфей              | # 80                        |
| 2000 рік  | «Два, три слова»                      | Croatia records    | # 12                        |
| 2002 рік  | «Слід у нескінченності»               | Croatia records    | # 31                        |
| 2005 рік. | «Воно того коштувало»                 | Записи Водолія     | No16                        |

Компіляції

| Рік       | Ім'я                          | Видавництво     | Статус на верхніх діаграмах |
| --------- | ----------------------------- | --------------- | --------------------------- |
| 1976 рік. | «Наша любов закінчилася»      | Юготон          | # 20                        |
| 1980 рік. | «Олівер 5»                    | Юготон          | # 37                        |
| 1986 рік  | «На всі часи»                 | Юготон          | # 28                        |
| 1992 рік  | «Олівер мікс»                 | Croatia records | # 18                        |
| 1994 рік. | «Все найкраще»                | Croatia records | # 13                        |
| 1994 рік. | «Найкраще від Олівера»        | Croatia records | # 11                        |
| 1997 рік. | «Антологія»                   | Орфей           | # 31                        |
| 1998 рік. | «Історія»                     | Croatia records | # 51                        |
| 2000 рік  | «Олівер мікс»                 | Croatia records | # 26                        |
| 2003 рік. | «Вірю в любов»                | Croatia records | # 44                        |
| 2006 рік  | «Олівер»                      | Croatia records | # 37                        |
| 2006 рік  | «Олівер — платинова колекція» | Croatia records | # 71                        |
| 2007 рік  | «Космічний далматин»          | Croatia records | # 108                       |

Концерти

| Рік       | Ім'я                   | Видавництво     | Статус на верхніх діаграмах |
| --------- | ---------------------- | --------------- | --------------------------- |
| 1989 рік. | «Олівер у HNK»         | Юготон          | # 20                        |
| 1996 рік. | «Олівер у Лісінському» | Croatia records | # 26                        |
| 2001 рік  | «Олівер на арені»      | Croatia records | # 19                        |
| 2004 рік. | «Олівер: концерт»      | Croatia records | # 36                        |
| 2007 рік  | «Олівер: Олімпія»      | Croatia records | # 14                        |

Одинокі

| Рік       | Ім'я                                                                           | Видавництво | Статус на верхніх діаграмах |
| --------- | ------------------------------------------------------------------------------ | ----------- | --------------------------- |
| 1967 рік  | «Пікаферай» (Спліт 67)                                                         | Юготон      | No15                        |
| 1974 рік. | «Ća će mi Copacabana» (Спліт 1974) / «Na kraju puta»                           | Юготон      | # 11                        |
| 1974 рік. | «Ангел»                                                                        | Юготон      | # 24                        |
| 1975 рік  | «2002 рік у Спліту» (Спліт 1975) / «Галеб і я»                                 | Юготон      | № 1                         |
| 1975 рік  | «Я люблю її божевільну» / «Дорога сонця»                                       | Юготон      | # 11                        |
| 1975 рік  | «Не поспішайте дівчата»                                                        | Юготон      | # 14                        |
| 1976 рік. | «Співайте з нами»                                                              | Юготон      | # 18                        |
| 1976 рік. | «Перше кохання» / «Дівчина в чорному»                                          | Юготон      | # 27                        |
| 1976 рік. | «Скалінада» / «Зелена гілка з жовтим фруктовим смутком»                        | Юготон      | # 14                        |
| 1976 рік. | «Що ти робив?» / «Наша любов закінчилася»                                      | Юготон      | No4                         |
| 1977 рік. | «Якщо я загублю тебе» / «Федра»                                                | Юготон      | # 36                        |
| 1977 рік. | «Мамо, ти знаєш» (Загреб 1977) / «В кінці дороги»                              | Юготон      | № 8                         |
| 1977 рік. | «Малінконія» (Спліт 1977) / «Романка»                                          | Юготон      | # 9                         |
| 1977 рік. | «Я сумую за тобою» / «Прощальний вечір»                                        | Юготон      | № 3                         |
| 1978 рік  | «Квітка Середземномор'я» (Спліт 78)                                            | Юготон      | № 1                         |
| 1978 рік  | «Ключ до життя» / «Ти мені потрібна»                                           | Юготон      | No15                        |
| 1978 рік  | «Cha je život vengo fantažija» (Спліт 1978) / «Molitva za Magdalenu»           | Юготон      | № 1                         |
| 1978 рік  | «Не поспішайте дівчата»                                                        | Юготон      | # 18                        |
| 1978 рік  | «Поет» (Спліт 78) / «Прости мене Папа»                                         | Юготон      | No10                        |
| 1978 рік  | «Прощай, залишайся коханням» (Дні JRT Опатія 78) / «Ти ведеш мене через воду»  | Юготон      | No15                        |
| 1979 рік  | «Даніела» / «Любов як вино»                                                    | Юготон      | # 11                        |
| 1979 рік  | «Nocturno» / «Picaferaj»                                                       | Юготон      | # 28                        |
| 1979 рік  | «Будь там» / «Де ти?»                                                          | Юготон      | # 41                        |
| 1979 рік  | «Вірте в кохання» (Спліт 79) / «Вагабундо»                                     | Юготон      | No10                        |
| 1980 рік. | «Надаліна» (ft. Борис Дворник — Спліт 79) / «Piva klapa ispo volta» (Спліт 80) | Юготон      | № 5                         |
| 1980 рік. | «Вечірня любов» / «Заборонені фрукти»                                          | Юготон      | No10                        |
| 1981 рік  | «Infiša san u te» (Спліт 81) / «Lipa moja ča si si blida»                      | Юготон      | No10                        |
| 1981 рік  | «Благословенний, хто любить тебе» / «Гелозія»                                  | Юготон      | № 1                         |
| 1982 рік  | «Karoca» (Спліт 82) / «Дочка старої конопатки»                                 | Юготон      | # 19                        |
| 1983 рік  | «Моє перше пияцтво» (VŠS 83)                                                   | Юготон      | № 1                         |
| 1983 рік  | «Дує вітар» (Спліт 83) / «Все винне»                                           | Юготон      | # 21                        |

Соло на чартах

| Рік       | Ім'я                                                           | Видавництво         | Статус на верхніх діаграмах |
| --------- | -------------------------------------------------------------- | ------------------- | --------------------------- |
| 1984 рік. | «Мої ангели» (Спліт 84)                                        | Юготон              | № 5                         |
| 1984 рік. | «Камінь під головою»                                           | Юготон              | # 95                        |
| 1984 рік. | «Люсі мала»                                                    | Юготон              | # 56                        |
| 1984 рік. | «Sleep Katarina»                                               | Юготон              | # 111                       |
| 1985 рік  | «У неї була хороша дірка на підборідді»                        | Юготон              | № 1                         |
| 1985 рік  | «Якби вона знала, як любити»                                   | Юготон              | # 13                        |
| 1985 рік  | «Свою звізду слидин» (Спліт 85)                                | Юготон              | # 19                        |
| 1986 рік  | «Дісперадун»                                                   | Юготон              | No 57                       |
| 1986 рік  | «Міжеря» (Спліт 86)                                            | Юготон              | № 2                         |
| 1987 рік  | «Стін» (Спліт 87)                                              | Юготон              | № 1                         |
| 1987 рік  | «Жовте листя любові»                                           | Юготон              | № 1                         |
| 1988 рік  | «Якщо я коли-небудь оздоровлюсь»                               | Юготон              | No16                        |
| 1988 рік  | «Дженні» (Jennizija 88)                                        | Юготон              | № 1                         |
| 1988 рік  | «Один із багатьох»                                             | Юготон              | # 58                        |
| 1988 рік  | «Грай сьогодні ввечері для моєї душі»                          | Юготон              | № 1                         |
| 1988 рік  | «Що було любовним побиттям» (Спліт 88)                         | Юготон              | № 1                         |
| 1988 рік  | «Рядок, рядок» — дует з Мері Цетініч                           | Юготон              | # 12                        |
| 1989 рік. | «Чайка і я» (Split Pearls Split89)                             | Юготон              | № 1                         |
| 1989 рік. | «Дякую від щирого серця» — дует двійнят Смої                   | Джуготон (Спліт 89) | # 36                        |
| 1990 рік. | «Надаліна» — дует з Борисом Дворником (спліт-перли — Спліт 90) | Юготон              | № 1                         |
| 1990 рік. | «Нехай радіють інші» (Спліт 90)                                | Юготон              | # 13                        |
| 1990 рік. | «Щастя — це де ти» — дует із Зорікою Конджа                    | Джуготон (Спліт 90) | № 1                         |
| 1990 рік. | «Ти моя мрія» — дует із Зорікою Конджа (Юговізія 90)           | Юготон              | № 1                         |
| 1991 рік  | «Єдиний»                                                       | Croatia records     | № 1                         |
| 1991 рік  | «Мануела»                                                      | Croatia records     | № 1                         |
| 1992 рік  | «Без вас»                                                      | Croatia records     | № 1                         |
| 1993 рік. | «Цезаріка»                                                     | Croatia records     | № 1                         |
| 1994 рік. | «Арджа»                                                        | Лобельський верлаг  | No55                        |
| 1994 рік. | «Красива без душі»                                             | Лобельський верлаг  | № 2                         |
| 1994 рік. | «Пляшковий корабель»                                           | Лобельський верлаг  | № 1                         |
| 1994 рік. | «Доброго ранку сумний»                                         | Лобельський верлаг  | № 3                         |
| 1994 рік. | «Я не вірю в любов»                                            | Лобельський верлаг  | № 8                         |
| 1994 рік. | «Моя любов»                                                    | Лобельський верлаг  | No10                        |
| 1995 рік. | «Богиня»                                                       | Croatia records     | № 1                         |
| 1995 рік. | «Двічі мрія вмирає»                                            | Croatia records     | # 51                        |
| 1995 рік. | «Морський вовк» — дует з Тоні Четінським                       | Croatia records     | № 1                         |
| 1995 рік. | «Nisan ja za te»                                               | Croatia records     | # 12                        |
| 1996 рік. | «Вгору ти»                                                     | Croatia records     | No 99                       |
| 1996 рік. | «Пісня про ангелів» — дует із Сесілією                         | Croatia records     | # 9                         |
| 1997 рік. | «Під золотим сонцем»                                           | Орфей               | № 1                         |
| 1997 рік. | «Люція»                                                        | Орфей               | # 59                        |
| 1997 рік. | «Перед світанком»                                              | Орфей               | # 32                        |
| 1997 рік. | «Мій лист»                                                     | Орфей               | # 24                        |
| 1997 рік. | «Тільки ти прив'язуєш мене до життя»                           | Орфей               | № 1                         |
| 2000 рік  | «Ješka o jubavi»                                               | Croatia records     | # 12                        |
| 2000 рік  | «Хто я такий, щоб судити вас»                                  | Croatia records     | No15                        |
| 2000 рік  | «Ліпі мій ангел»                                               | Croatia records     | # 13                        |
| 2001 рік  | «Коли ти прийдеш до мене»                                      | Croatia records     | № 8                         |
| 2001 рік  | «Слід у нескінченності»                                        | Croatia records     | № 1                         |
| 2001 рік  | «Перед твоїми дверима» — Переклад Терези Кесовії               | Croatia records     | # 78                        |
| 2001 рік  | «Все було б для неї»                                           | Croatia records     | # 14                        |
| 2002 рік  | «Воно того коштувало»                                          | Croatia records     | No15                        |